# Joan Queralt i de Quadras
Joan Queralt i de Quadras   (Barcelona, 1947), conegut simplement com a Joan Queralt, és un pintor català.

## Biografia
Joan Queralt i de Quadras és fill del pintor Joan Queralt i Oliva i nebot de Jaume Bofill i Mates. Format al taller del seu pare, ha exposat des del 1967. La seva obra forma part de diverses col·leccions com la de la Diputació de Barcelona, la del diari Avui o la de Lluís de Caralt. Ha il·lustrat poemes de Kavafis, García Lorca, Fulquet i Bru de Sala. Des de fa anys té instal·lat el seu taller a Casserres, al Berguedà.